# Comuna Iurkivți, Nemîriv
Iurkivți (în ucraineană Юрківці) este o comună în raionul Nemîriv, regiunea Vinnița, Ucraina, formată din satele Iurkivți (reședința) și Rubijne.

## Demografie
Componența lingvistică a satului Iurkivți
     Ucraineană (97,94%)
     Rusă (1,84%)
     Alte limbi (0,22%)
Conform recensământului din 2001, majoritatea populației satului Iurkivți era vorbitoare de ucraineană (97,94%), existând în minoritate și vorbitori de rusă (1,84%).